# Miguel Zepeda
Pour les articles homonymes, voir Zepeda.
Miguel Angel Zepeda Espinoza est un footballeur né le 25 mai 1976 à Tepic au Mexique et jouant actuellement au Club Universidad de Guadalajara en première division mexicaine, au poste de milieu de terrain.

## Biographie
Zepeda a fait ses débuts professionnels avec le Club de Fútbol Atlas, le 13 novembre 1996, lors d'une rencontre de championnat contre Chivas, terminée sur un match nul 2 à 2. Il reste durant 5 saisons au sein de l'Atlas, inscrivant 34 buts en 144 matchs, avant d'être transféré, avant le tournoi Invierno 2001, vers le club de Cruz Azul où il dispute 2 saisons, soit 4 tournois. Entre 2003 et 2007, Zepeda n'arrive pas à se stabiliser sportivement et va connaître 7 changements de club, sans vraiment réussir à s'imposer. Cette période est marquée par une chute de ses performances face au but (seulement 15 buts en 89 matchs en 4 ans). En 2009, après 2 ans disputés en équipe amateur, il signe son retour en professionnel dans son club formateur, l'Atlas et est transféré la saison suivante au club de Guadalajara.
Zepeda a disputé 49 rencontres avec l'équipe nationale du Mexique entre 1999 et 2005. Il a ainsi participé à un grand nombre de compétitions internationales disputées par la sélection Tricolor : Copa América 1999 et 2001, Gold Cup 2003, Coupe des Confédérations 1999. Il a inscrit 8 buts avec le Mexique dont les plus importants sont le doublé inscrit en finale de la Coupe des confédérations 1999 face au Brésil, qui ont permis au Mexique de remporter le titre (victoire 4-3).

## Palmarès
- Vainqueur de la Coupe des confédérations 1999 avec le Mexique
- Vainqueur de la Gold Cup 2003 avec le Mexique
- Finaliste de la Copa América 2001 avec le Mexique
- Vainqueur de la Coupe des champions de la CONCACAF 2006 avec le Club América